# Pescara Calcio 1978-1979
Questa voce raccoglie le informazioni riguardanti il Pescara Calcio nelle competizioni ufficiali della stagione 1978-1979.

## Stagione
Nella stagione 1978-1979 il Pescara, retrocesso dalla massima categoria, disputa il nono campionato di Serie B della sua storia. 
Trascinato dai goal di Bartolomeo Di Michele giunge terzo in classifica con 48 punti, lo stesso punteggio del Monza. 
Si rende così necessario lo spareggio promozione giocato a Bologna contro i brianzolo e vinto 2-0. 
Gli abruzzesi ritornano così prontamente in Serie A, affiancando l'Udinese che vince il torneo con 55 punti ed il Cagliari che giunge in seconda posizione con 49 punti.
Nella Coppa Italia nel quinto girone di qualificazione, disputato prima del campionato, il Pescara si piazza quarto, passa ai quarti di finale il Perugia.

## Divise
| 1ª divisa |

## Organigramma societario
Area direttiva
- Presidente: Giovanni Capacchietti
- Direttore sportivo: Giovanni Ballico
- Segretaria: Anna Maria Melchiorre

Area tecnica
- Allenatore: Antonio Angelillo
- Allenatore in 2ª: Saul Malatrasi

Area sanitaria
- Medico sociale: Mario Tacco
- Massaggiatore: Italo Rapino

## Rosa

Il neoacquisto Angelo Recchi; nella sua unica stagione a Pescara, il portiere contribuì all'immediato ritorno degli abruzzesi in Serie A.

| N. |                   | Ruolo | Calciatore          |
| -- | ----------------- | ----- | ------------------- |
|    | Italia (bandiera) | P     | Gian Nicola Pinotti |
|    | Italia (bandiera) | P     | Angelo Recchi       |
|    | Italia (bandiera) | D     | Giuliano Andreuzza  |
|    | Italia (bandiera) | D     | Eugenio Gamba       |
|    | Italia (bandiera) | D     | Eraldo Mancin       |
|    | Italia (bandiera) | D     | Gianfranco Motta    |
|    | Italia (bandiera) | D     | Ennio Pellegrini    |
|    | Italia (bandiera) | D     | Marco Rossinelli    |
|    | Italia (bandiera) | D     | Matteo Santucci     |
|    | Italia (bandiera) | C     | Giordano Cinquetti  |

| N. |                   | Ruolo | Calciatore             |
| -- | ----------------- | ----- | ---------------------- |
|    | Italia (bandiera) | C     | Marco Cosenza          |
|    | Italia (bandiera) | C     | Stefano D'Aversa       |
|    | Italia (bandiera) | C     | Bruno Nobili           |
|    | Italia (bandiera) | C     | Giuseppe Pavone        |
|    | Italia (bandiera) | C     | Gesualdo Piacenti      |
|    | Italia (bandiera) | C     | Giorgio Repetto        |
|    | Italia (bandiera) | C     | Vincenzo Zucchini      |
|    | Italia (bandiera) | A     | Giuliano Bertarelli    |
|    | Italia (bandiera) | A     | Bartolomeo Di Michele  |
|    | Italia (bandiera) | A     | Giovanni Carlo Ferrari |

## Risultati

### Serie B

#### Girone di andata
| Arbitro: | Tani (Livorno) |

|                             |           |  |
| Cosenza 1’ E. Pellegrini 2’ | Marcatori |  |

| Arbitro: | Milan (Treviso) |

|                 |           |             |
| V. Chimenti 11’ | Marcatori | 24’ Repetto |

| Arbitro: | Celli (Trieste) |

|                 |           |  |
| Nobili 43’, 50’ | Marcatori |  |

| Arbitro: | Ciulli (Roma) |

|  |           |              |
|  | Marcatori | 78’ Zucchini |

| Arbitro: | Mascia (Milano) |

|  |           |               |
|  | Marcatori | 78’ Cinquetti |

| Arbitro: | Paparesta (Bari) |

|                            |           |           |
| Cinquetti 18’ Zucchini 67’ | Marcatori | 7’ Caccia |

| Arbitro: | Lops (Torino) |

|              |           |            |
| D. Gorin 70’ | Marcatori | 4’ Cosenza |

| Pescara 12 novembre 1978 8ª giornata | Pescara               | 0 – 0 | Cesena | Stadio Adriatico\| Arbitro: \| Ballerini (La Spezia) \| |
| Arbitro:                             | Ballerini (La Spezia) |       |        |                                                         |

| Arbitro: | Lattanzi (Roma) |

|              |           |                  |
| L. Piras 11’ | Marcatori | 40’ G.C. Ferrari |

| Pescara 26 novembre 1978 10ª giornata | Pescara          | 0 – 0 | Brescia | Stadio Adriatico\| Arbitro: \| Vitali (Bologna) \| |
| Arbitro:                              | Vitali (Bologna) |       |         |                                                    |

| Arbitro: | Agnolin (Bassano del Grappa) |

|                            |           |                                 |
| G. Sartori 1’ P. Piras 16’ | Marcatori | 43’ G.C. Ferrari 90’ Rossinelli |

| Arbitro: | Lo Bello (Siracusa) |

|                         |           |             |
| G.C. Ferrari 67’ (rig.) | Marcatori | 45’ Damiani |

| Arbitro: | Redini (Pisa) |

|              |           |  |
| Ulivieri 59’ | Marcatori |  |

| Pescara 7 gennaio 1979 14ª giornata | Pescara               | 0 – 0 | SPAL | Stadio Adriatico\| Arbitro: \| Ballerini (La Spezia) \| |
| Arbitro:                            | Ballerini (La Spezia) |       |      |                                                         |

| Bari 14 gennaio 1979 15ª giornata | Bari            | 0 – 0 | Pescara | Stadio della Vittoria\| Arbitro: \| Mascia (Milano) \| |
| Arbitro:                          | Mascia (Milano) |       |         |                                                        |

| Arbitro: | Prati (Parma) |

|                                  |           |                                       |
| De Giorgis 28’, 86’ Chiarugi 57’ | Marcatori | 31’ Cinquetti 76’ (rig.) G.C. Ferrari |

| Arbitro: | Terpin (Trieste) |

|                                  |           |                 |
| Di Michele 17’, 59’ Santucci 30’ | Marcatori | 49’ F. Chimenti |

| Arbitro: | Barbaresco (Cormons) |

|                                    |           |                         |
| Saltutti 27’ Frustalupi 50’ (rig.) | Marcatori | 61’ (rig.) G.C. Ferrari |

| Arbitro: | Benedetti (Roma) |

|                                                     |           |                   |
| Zucchini 26’ Di Michele 46’, 67’ Bacchin 84’ (aut.) | Marcatori | 89’ (rig.) Libera |

#### Girone di ritorno
| Ravenna 18 febbraio 1979 20ª giornata | Rimini        | 0 – 0 | Pescara | Stadio Bruno Benelli\| Arbitro: \| Longhi (Roma) \| |
| Arbitro:                              | Longhi (Roma) |       |         |                                                     |

| Arbitro: | G. Panzino (Catanzaro) |

|            |           |                |
| Repetto 6’ | Marcatori | 9’ V. Chimenti |

| Arbitro: | Menicucci (Firenze) |

|                      |           |                |
| Giovannelli 10’, 13’ | Marcatori | 73’ Di Michele |

| Arbitro: | Reggiani (Bologna) |

|                        |           |  |
| Pavone 19’ Cosenza 79’ | Marcatori |  |

| Arbitro: | Tonolini (Milano) |

|                           |           |             |
| Di Michele 60’ Nobili 83’ | Marcatori | 50’ Garlini |

| Firenze 25 marzo 1979 25ª giornata | Ternana             | 0 – 0 | Pescara | Stadio Comunale\| Arbitro: \| Lo Bello (Siracusa) \| |
| Arbitro:                           | Lo Bello (Siracusa) |       |         |                                                      |

| Arbitro: | Benedetti (Roma) |

|                |           |  |
| Di Michele 82’ | Marcatori |  |

| Arbitro: | Bergamo (Livorno) |

|  |           |              |
|  | Marcatori | 46’ Zucchini |

| Pescara 14 aprile 1979 28ª giornata | Pescara         | 0 – 0 | Cagliari | Stadio Adriatico\| Arbitro: \| Menegali (Roma) \| |
| Arbitro:                            | Menegali (Roma) |       |          |                                                   |

| Arbitro: | Agnolin (Bassano del Grappa) |

|              |           |                  |
| Podavini 29’ | Marcatori | 43’ G.C. Ferrari |

| Arbitro: | Ciulli (Roma) |

|               |           |  |
| Cinquetti 87’ | Marcatori |  |

| Genova 6 maggio 1979 31ª giornata | Genoa            | 0 – 0 | Pescara | Stadio Luigi Ferraris\| Arbitro: \| Casarin (Milano) \| |
| Arbitro:                          | Casarin (Milano) |       |         |                                                         |

| Arbitro: | D'Elia (Salerno) |

|  |           |                                  |
|  | Marcatori | 7’ Vriz 55’ (aut.) E. Pellegrini |

| Arbitro: | Lattanzi (Roma) |

|            |           |                          |
| Larini 44’ | Marcatori | 29’ Andreuzza 85’ Nobili |

| Arbitro: | Milan (Treviso) |

|                     |           |             |
| Rossinelli 45’, 70’ | Marcatori | 19’ Gaudino |

| Arbitro: | Menicucci (Firenze) |

|                  |           |             |
| G.C. Ferrari 10’ | Marcatori | 58’ Tuttino |

| Arbitro: | Agnolin (Bassano del Grappa) |

|              |           |  |
| Corvasce 69’ | Marcatori |  |

| Arbitro: | Casarin (Milano) |

|                                         |           |  |
| Cinquetti 13’ Nobili 64’ Di Michele 73’ | Marcatori |  |

| Arbitro: | Longhi (Roma) |

|              |           |                           |
| Barbieri 24’ | Marcatori | 18’ Di Michele 52’ Nobili |

#### Spareggio promozione
| Arbitro: | Bergamo (Livorno) |

|                              |           |  |
| Pavone 40’ Giusto 61’ (aut.) | Marcatori |  |

### Coppa Italia

#### Primo turno
| Arbitro: | Vitali (Bologna) |

|                 |           |                     |
| G.C. Ferrari 8’ | Marcatori | 52’ (aut.) Zucchini |

| Arbitro: | Lanzetti (Viterbo) |

|                                       |           |  |
| W. Speggiorin 49’ Piacenti 70’ (aut.) | Marcatori |  |

| Pescara 10 settembre 1979 4ª giornata | Pescara           | 0 – 0 | Udinese | Stadio Adriatico\| Arbitro: \| Tonolini (Milano) \| |
| Arbitro:                              | Tonolini (Milano) |       |         |                                                     |

| Arbitro: | Terpin (Trieste) |

|  |           |                          |
|  | Marcatori | 35’ Di Michele 64’ Gamba |

## Statistiche

### Statistiche di squadra
| Competizione | Punti | In casa | In casa | In casa | In casa | In casa | In casa | In trasferta | In trasferta | In trasferta | In trasferta | In trasferta | In trasferta | Totale | Totale | Totale | Totale | Totale | Totale | DR  |
| Competizione | Punti | G       | V       | N       | P       | Gf      | Gs      | G            | V            | N            | P            | Gf           | Gs           | G      | V      | N      | P      | Gf     | Gs     | DR  |
| ------------ | ----- | ------- | ------- | ------- | ------- | ------- | ------- | ------------ | ------------ | ------------ | ------------ | ------------ | ------------ | ------ | ------ | ------ | ------ | ------ | ------ | --- |
| Serie B      | 48    | 19      | 11      | 7       | 1       | 27      | 10      | 19           | 5            | 9            | 5            | 17           | 17           | 38     | 16     | 16     | 6      | 44     | 27     | +17 |
| Spareggio    |       | -       | -       | -       | -       | -       | -       | 1            | 1            | 0            | 0            | 2            | 0            | 1      | 1      | 0      | 0      | 2      | 0      | +2  |
| Coppa Italia |       | 2       | 0       | 2       | 0       | 1       | 1       | 2            | 1            | 0            | 1            | 2            | 2            | 4      | 1      | 2      | 1      | 3      | 3      | 0   |
| Totale       | -     | 21      | 11      | 9       | 1       | 28      | 11      | 22           | 7            | 9            | 6            | 21           | 19           | 43     | 18     | 18     | 7      | 49     | 30     | +19 |

### Statistiche dei giocatori[8]
| Giocatore     | Serie B  | Serie B | Spareggio promozione | Spareggio promozione | Coppa Italia | Coppa Italia | Totale   | Totale |
| Giocatore     | Presenze | Reti    | Presenze             | Reti                 | Presenze     | Reti         | Presenze | Reti   |
| ------------- | -------- | ------- | -------------------- | -------------------- | ------------ | ------------ | -------- | ------ |
| G. Andreuzza  | 30       | 1       | 1                    | 0                    | 4            | 0            | 35       | 1      |
| G. Bertarelli | 5        | 0       | -                    | -                    | 4            | 0            | 9        | 0      |
| G. Cinquetti  | 31       | 5       | 1                    | 0                    | 1            | 0            | 33       | 5      |
| M. Cosenza    | 14       | 3       | -                    | -                    | 1            | 0            | 15       | 3      |
| S. D'Aversa   | -        | -       | -                    | -                    | 2            | 0            | 2        | 0      |
| B. Di Michele | 23       | 9       | 1                    | 0                    | 1            | 1            | 25       | 10     |
| G.C. Ferrari  | 25       | 6       | 1                    | 0                    | 3            | 1            | 29       | 7      |
| E. Gamba      | 20       | 0       | -                    | -                    | 4            | 1            | 24       | 1      |
| E. Mancin     | 28       | 0       | -                    | -                    | 1            | 0            | 29       | 0      |
| G. Motta      | 34       | 0       | 1                    | 0                    | 4            | 0            | 39       | 0      |
| B. Nobili     | 29       | 6       | 1                    | 0                    | 3            | 0            | 33       | 6      |
| G. Pavone     | 23       | 1       | 1                    | 1                    | 4            | 0            | 28       | 2      |
| E. Pellegrini | 31       | 1       | 1                    | 0                    | 4            | 0            | 36       | 1      |
| G. Piacenti   | 20       | 0       | -                    | -                    | 3            | 0            | 23       | 0      |
| G.N. Pinotti  | 19       | -12     | 1                    | 0                    | -            | -            | 20       | -12    |
| A. Recchi     | 20       | -15     | -                    | -                    | 4            | -3           | 24       | -18    |
| G. Repetto    | 36       | 2       | 1                    | 0                    | 4            | 0            | 41       | 2      |
| M. Rossinelli | 11       | 3       | 1                    | 0                    | -            | -            | 12       | 3      |
| M. Santucci   | 22       | 1       | -                    | -                    | 2            | 0            | 24       | 1      |
| V. Zucchini   | 34       | 4       | 1                    | 0                    | 3            | 0            | 38       | 4      |